# Zachód słońca koło Montmajour
Zachód słońca koło Montmajour (hol. Zonsondergang bij Montmajour, fr. Coucher de soleil à Montmajour, ang. Sunset at Montmajour) – obraz olejny Vincenta van Gogha namalowany w lipcu 1888 roku podczas pobytu w Arles. Obraz uchodził przez dziesiątki lat za falsyfikat, ale eksperci z Muzeum Vincenta van Gogha potwierdzili jego autentyczność.

## Dzieje obrazu
Obraz powstał 4 lipca 1888 roku. O jego namalowaniu Vincent van Gogh powiadomił listownie swego brata Theo:

Wczoraj, o zachodzie słońca, byłem na kamienistym wrzosowisku, gdzie rosną bardzo małe, poskręcane dęby, na tle ruiny na wzgórzu i pszenicznej doliny. To było romantyczne, to nie mogło być więcej, niż [coś] à la Monticelli, słońce rozlewało swe bardzo żółte promienie na krzaki i na ziemię, całkiem złoty deszcz.

W 1890 roku obraz był częścią kolekcji Theo van Gogha. W 1901 roku został sprzedany. Po sprzedaży obraz zniknął, po czym pojawił się w 1970 roku, gdy zmarł jego właściciel, norweski przemysłowiec Christian Nicolai Mustad. Według jego rodziny, francuski ambasador w Szwecji odwiedził Mustada wkrótce po tym, gdy zakupił on ten obraz, i wyraził przypuszczenie, że dzieło może być podróbką lub jest błędnie przypisane van Goghowi. W związku z tym Mustad ukrył obraz na strychu. W 1991 rodzina Mustada skontaktowała się z Muzeum Vincenta van Gogha, żeby sprawdzić autentyczność płótna, ale uzyskała odpowiedź, iż obraz nie jest dziełem mistrza.
Obraz obecnie znajduje się w posiadaniu prywatnego kolekcjonera sztuki, którego tożsamości nie ujawniono. Muzeum Vincenta van Gogha w Amsterdamie oświadczyło, iż 24 września 2013, na okres roku, udostępni arcydzieło publiczności.

 Odkrycia takiej miary w historii naszego muzeum jeszcze nie było

Według informacji muzeum obraz pochodzi z jednego z najważniejszych okresów twórczości van Gogha. Powstały w nim słynne Słoneczniki czy Żółty dom. Eksperci zmienili zdanie o Zachodzie słońca koło Montmajour, ponieważ obecnie dysponują znacznie lepszymi możliwościami technicznymi.
Obraz Zachód słońca koło Montmajour to pierwsze od 1928 roku odkryte, autentyczne, pełnowymiarowe płótno van Gogha.

## Badania obrazu
Obszerne badania przeprowadzone przez dwóch starszych naukowców z Muzeum Vincenta van Gogha: Louisa van Tilborgha i Teio Meedendorpa wykazały, iż Zachód słońca koło Montmajour jest jednak dziełem van Gogha. Obaj naukowcy przeprowadzili historyczne badania stylu i charakteru dzieła, użytych materiałów i kontekstu, które – wszystkie razem – wskazały na autorstwo van Gogha. Od strony stylistycznej i technicznej istnieje wiele podobieństw między tym obrazem a innymi obrazami artysty, powstałymi latem 1888 roku. Za pomocą badań literackich i zapisów naukowcy byli w stanie odtworzyć najwcześniejsze dzieje obrazu, który należał do kolekcji Theo van Gogha w 1890 roku, a w 1901 roku został sprzedany.

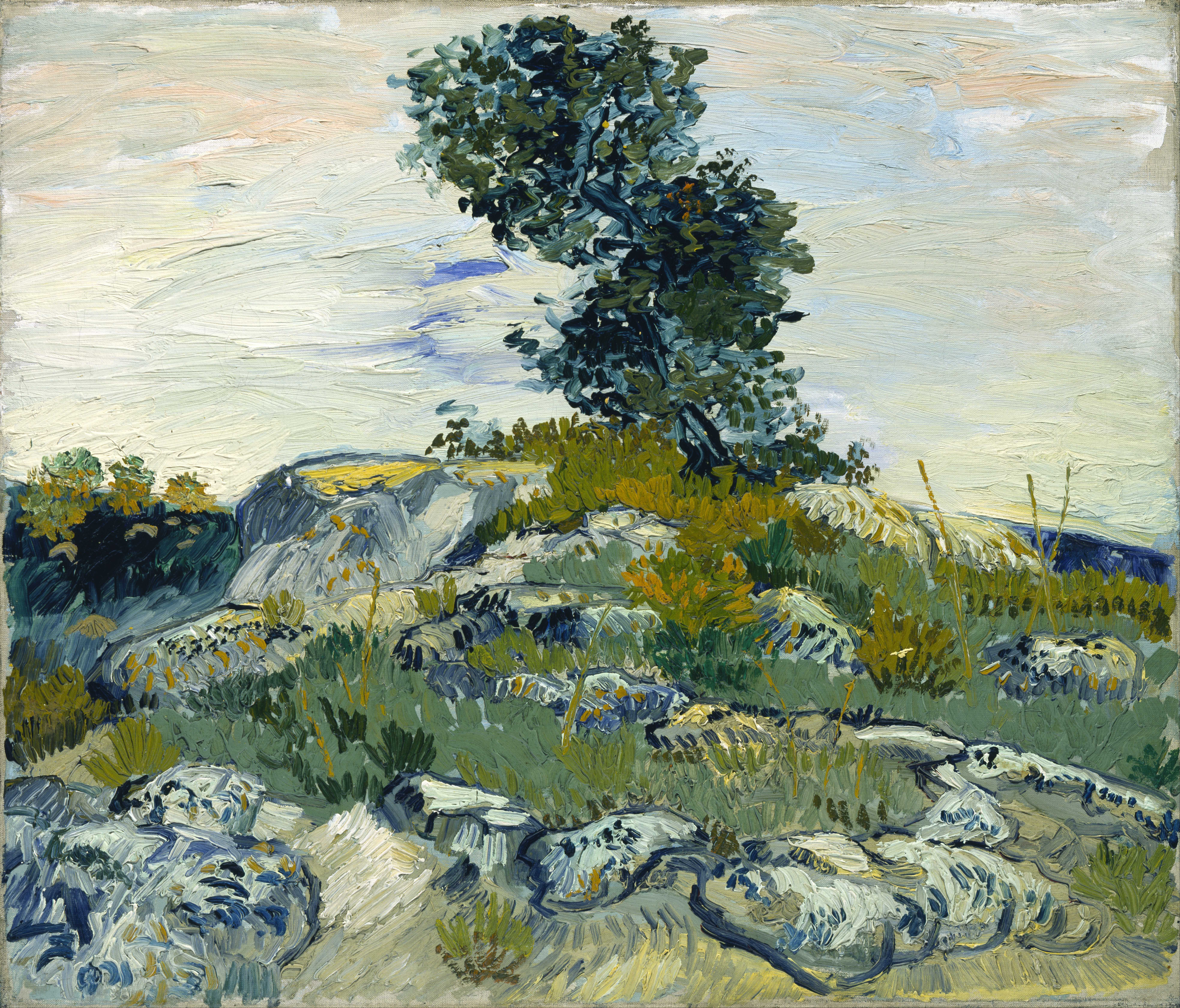
Skały z dębem, Museum of Fine Arts, Houston

Zidentyfikowano również lokalizację przedstawionego na obrazie krajobrazu; były to okolice wzgórza Montmajour nieopodal Arles, z ruinami opactwa o tej samej nazwie. Wskazują na to dwa listy napisane przez van Gogha latem 1888 roku, które dosłownie odnoszą do tego obrazu.
Badania techniczne wykazały, że zastosowane barwniki odpowiadają tym, których van Gogh używał podczas pobytu w Arles, w tym bardzo charakterystyczne dla jego twórczości przebarwienia. Artysta użył tego samego typu płótna i podmalówki w przynajmniej jeszcze jednym swoim obrazie, Skały z dębem, znajdującym się w zbiorach Museum of Fine Arts w Houston, namalowanym w tym samym okresie i bardzo podobnym stylowo.
Badania techniczne obrazu przeprowadziła konserwator Muzeum Vincenta van Gogha, Oda van Maanen we współpracy z Agencją Kultury Dziedzictwa Holandii (hol. Rijkdienst voor het Cultureel Erfgoed). Wykonano zdjęcia rentgenowskie i analizy komputerowe płótna użytego przez van Gogha, zidentyfikowano zastosowane pigmenty i przeprowadzono mikroskopowe badania różnych warstw farby. Badania te potwierdziły, że Zachód słońca koło Montmajour jest dziełem van Gogha.